# Castianeira spinipalpis
Castianeira spinipalpis är en spindelart som beskrevs av Mello-Leitao 1945. Castianeira spinipalpis ingår i släktet Castianeira och familjen flinkspindlar. Inga underarter finns listade i Catalogue of Life.